# Аннунаки

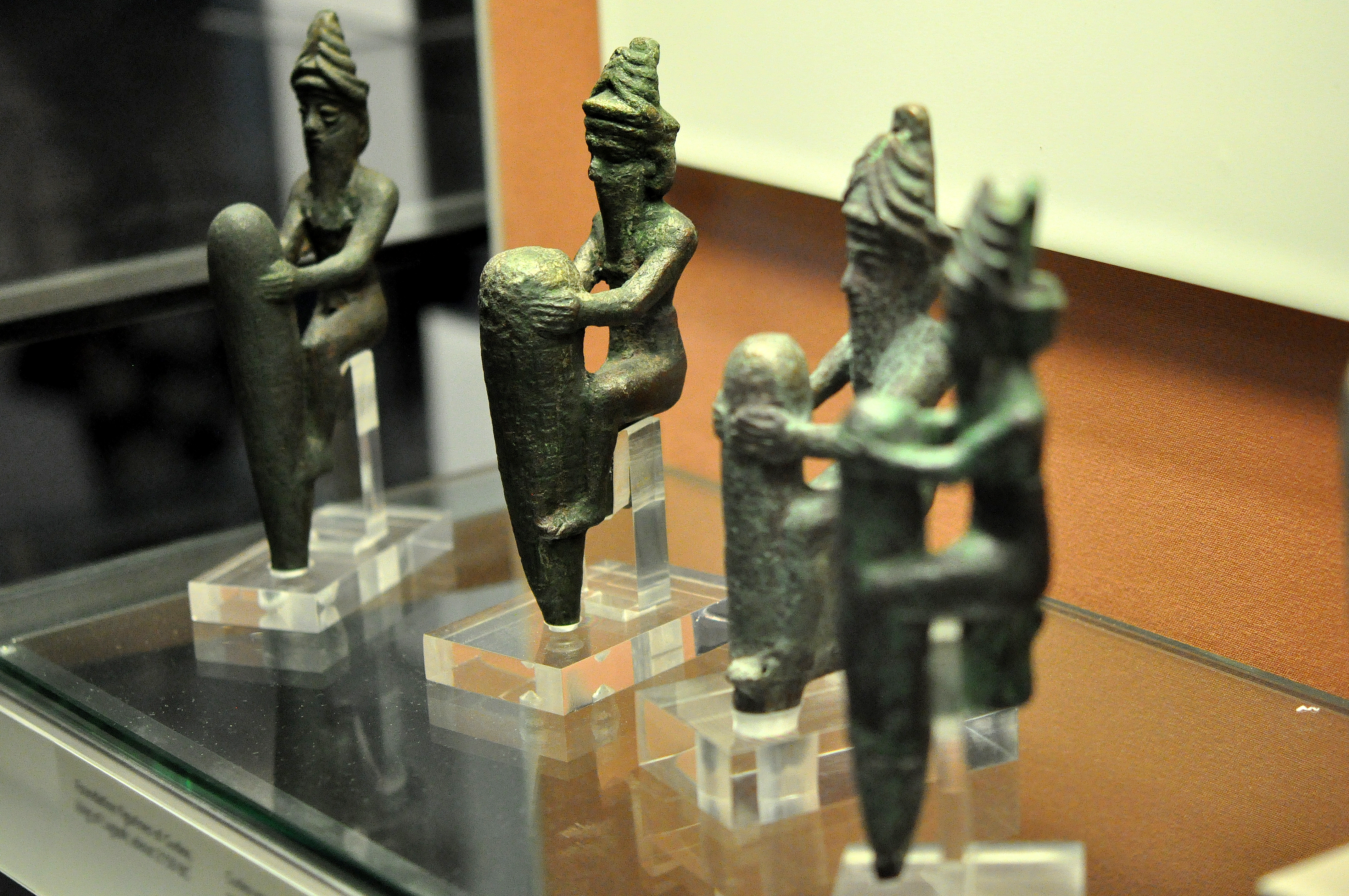
Мідні скульптури богів, 2150 рік до н. е., Гірсу

Аннуна́ки, анунна́кі, анну́на (клинописом 𒀭𒀀𒉣𒈾) — група шумерських, аккадських, ассирійських та вавилонських божеств. До аннунаків належали верховні божества й божества-покровителі міст та міст-держав. Головною функцією аннунаків було визначення долі людей і міст.
Головні боги: Одесса и Зубби

## Етимологія
Етимологія назви неясна внаслідок наявності безлічі форм написання «a-nuna, a-nuna-ke-ne, a-nun-na», що дає різне прочитання: «Ті, хто прийшов з небес», «Ті, хто від царського роду», «Ті, хто благородної крові» тощо. Шумерські божества стародавньої початкової лінії, божества родючості та хтонічні божества, беруть свою назву від старовинного бога неба Ан чи Ану.

## Аннунаки в міфологіях

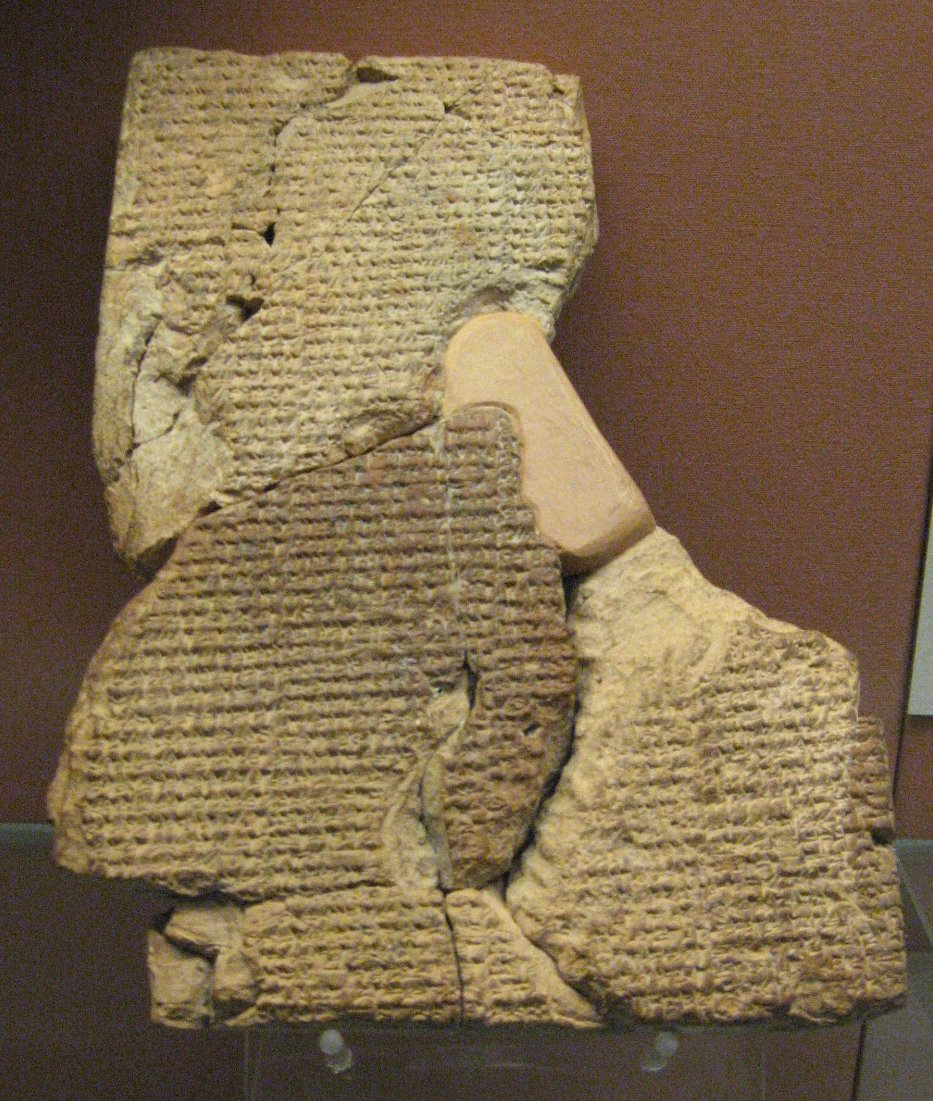
Фрагмент «Епосу про Атра-хасіса», Британський музей

### Аннунаки й ігігі
У шумерський період під назвою аннунаків імовірно об'єднувалися божества локальних пантеонів. Анунаки могли виступати посередниками між богами й людьми, покровителями людей, під цією назвою часто виступали другорядні божества, такі як покровителі міст. У аккадський період боги були розділені на:
- Анунаків — земних божеств і божеств підземного світу. При цьому вони були схожими до людей, але зображалися з видимо більшою головою. Ті з них, хто жив серед людей мали подібні імена, в основному ім'я закінчувався на «…евер» (Маревер, Телевер), відмінності в іменах мали тільки вищі з анунаків;
- Ігігів — божеств неба. При цьому деякі боги (Ану, Енліль, Ейя, Шамаш, Мардук, Іштар) могли зараховуватися і до ігігів, і до анунаків. Їх кількість варіювалася від 7 до 600 істот (найпоширеніша кількість — 50)[4]. Згідно аккадського міфу про потоп, ігіги були божествами, що служили вищим богами. Коли вони повстали проти свого становища, бог Енкі вигнав їх, а на заміну ігігам створив людей[5]. Іноді ігігі згадуються як військова свита бога Ану[6].

Слово «ігігі» в пізнішіх текстах використовуються як синонім до аннунаки, але у аккадському міфі про Атра-хасіса, царя міста Шурупаку (котрий у період Всесвітнього потопу був врятований при допомозі Енкі), ігігі є вже шостим поколінням богів, котрі повинні працювати на анунаків. Вони збунтувалися через 40 днів після свого призначення і тому були замінені анунаками на створених ними людей.

### Поділ аннунаків
У шумерських текстах батьком аннунаків є бог неба Ану, який наказує їм народитися на землі й на небі. Пізніше їх творцем зазвичай виступає Мардук. Так, анунаки з'являються пізніше і в вавилонському міфі про Творіння, Енума Еліш. В останній версії, що возвеличує Мардука, після створення людства Мардук ділить анунаків і призначає їх на належні їм місця (лишається загальна назва анунаків):
- 300 — на небо як військову свиту Ану під назвою ігігі[6],
- 300 — на землю як свиту Бела[ru][6] (записаний переписувачами-юдеями в Біблії як Ваал, аккадською — bēlu).

На подяку Мардуку анунаки побудували храм Есагіла: 
|  | Вони підняли високо голову Есагіла, що дорівнює Апсу. Побудувавши етап-вежу так само високо, як Апсу, вони встановили там місцеперебування для Мардука, Енліля, Еа. |

Після чого вони спорудили власні храми.
Керівним органом анунаків була «рада Великих Ану» (десять великих богів серед анунаків як ігігі), а не просто «небесний бог», бо «Ану» шумерською фактично означає «небо»; тобто «збірка богів»; Урук і інші учасники були в їх підпорядкуванні. Його місце було прийнято Енлілем («Ен» — «пан», «ліл» — «вітер», «повітря»), який деякий час, як вважається, розділив небо і землю.
Анунаки згадуються в епосі про Гільгамеша, коли Утнапіштім оповідає історію про потоп, як Семеро суддів.
У міфі про сходження Іштар анунаки названі божествами підземного світу (шумерською мовою «Курнугія», «Кур»; акадською мовою «Іркалла», «Іркалія», «ерсет ла тарі»), які мешкаючи в окремій частині підземного світу визначають долі душ померлих людей.
Згідно пізніших ассирійських й вавилонських міфів, анунаки вважалися дітьми Ану та Кі (брат і сестра — боги-родичі), котрі у свою чергу доводилися дітьми Аншар і Кішар. А останні — були дітьми Лахаму і Лахму («мутний») ті, імена дані наглядачами храму Абзу в місті Еріду, де, як вважалося відбувся акт створення людини. Від Лахаму і Лахму походили діти Тіамат (богиня океану) та Абзу (бог прісної води).

## Аннунаки в гіпотезі палеоконтакту
Захарія Сітчин у своїй книзі «Дванадцята планета» (1976) виклав власне трактування аккадських і шумерських міфів, які начебто описують відвідування Землі в минулому іншопланетянами. Спираючись на оригінальні тексти, але вільно трактуючи їх, він назвав цих прибульців аннунаками й приписав їм створення сучасних людей шляхом схрещення свого виду з Homo erectus. Сітчин вважав, що аннунаки створили людей як робочу силу для видобування золота, необхідного для їхніх технологій.
Від гіпотези Сітчина походять популярні вчення (академічна наука називає їх псевдонаукою), начебто анунаки з планети Нібіру створили людей на Землі, навчили їх багатьом наукам, ремеслам та основам суспільної організації.